# شی برنان

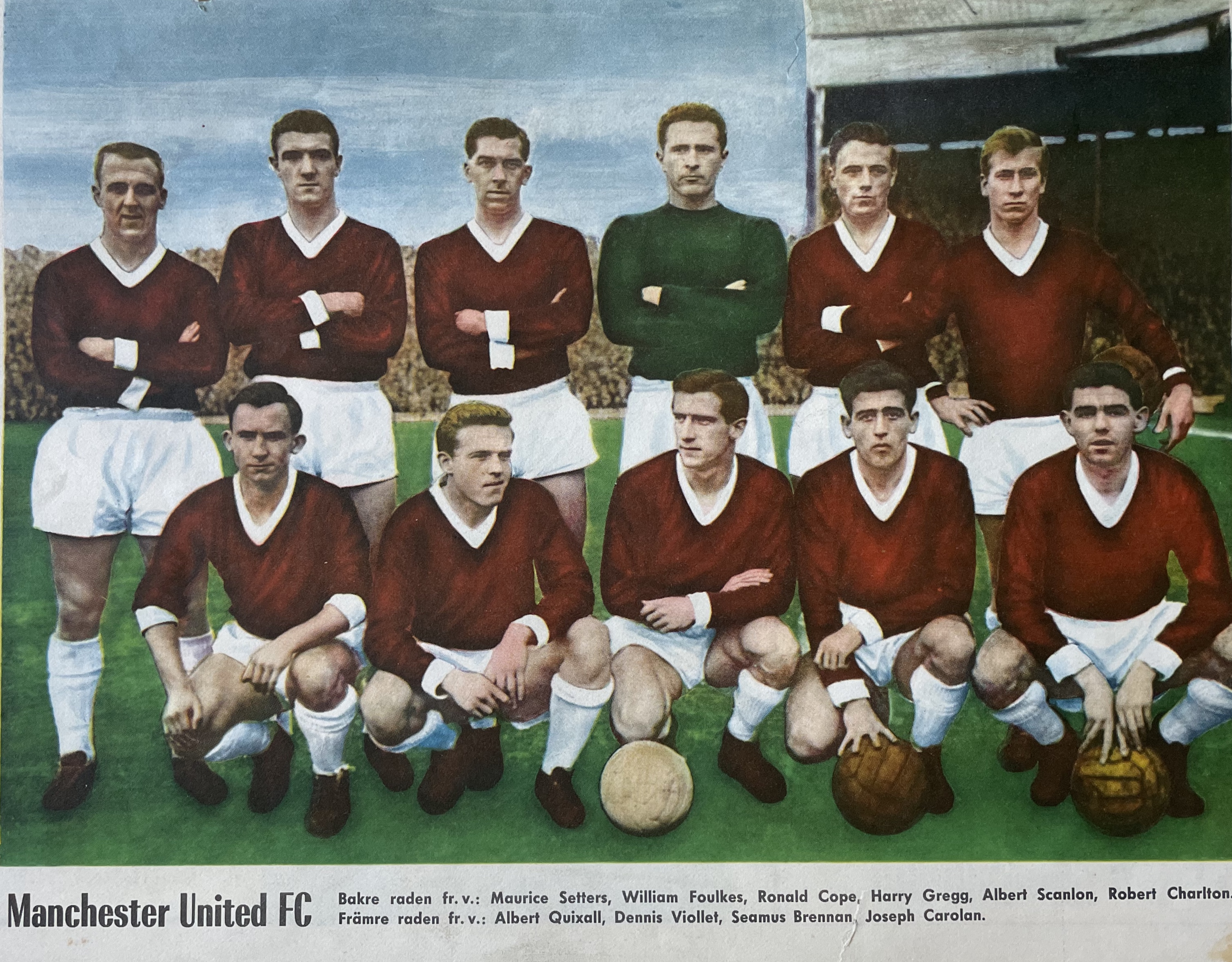
منچستریونایتد اِف.سی. در سال ۱۹۶۰ - از سمت چپ، ایستاده: موریس سترز، بیل فولکس، رونی کوپ، هری گرگ، آلبرت اسکانلون و بابی چارلتون. ردیف جلو: ناشناس، آلبرت کویکسال، دنیس ویولت، «شِی» برنان و.

شِیمِس آنتونی «شِی» برنان (انگلیسی: Seamus Anthony "Shay" Brennan؛ ۶ مهٔ ۱۹۳۷ – ۹ ژوئن ۲۰۰۰) بازیکن فوتبال ایرلندی بود، که به‌عنوان مدافع کناری برای تیم فوتبال منچستر یونایتد و تیم ملی فوتبال جمهوری ایرلند بازی کرده است.